# Stryn
Stryn er en kommune i den nordlige del af Vestland fylke i Norge. Den ligger inderst i Nordfjord og grænser i nord til Hornindal og Stranda, i øst til Skjåk, i sydøst til Luster, i sydvest til Jølster og i vest til Gloppen og Eid. I middelalderen blev Stryn skrevet Strjon el. Strion, som formentlig betyder den strømmende. Dette er en reference til Stryneelven.

## Kommunevåbenet
Stryns kommunevåben er fra 1987. Motivet er en gul lindekvist med fire blade på grøn bund. De fire lindeblade symboliserer bygdelagene omkring fjorden, og at linden er en træsort i Europas nordligste fredede ædelløvskov, som ligger i Flostranda i Stryn. Våbenet er tegnet af Heidi Heggdal.

## Byer i Stryn kommune
- Stryn
- Loen
- Olden
- Innvik
- Utvik
- Rand
- Blakset
- Hjelle